# 실연박물관
실연박물관(크로아티아어: Muzej prekinutih veza)은 크로아티아 자그레브에 있는 박물관이다. 실연을 소재로 한 박물관이다. 2011년에 이 박물관은 유럽에서 가장 혁신적인 박물관에 수여되는 유럽 올해의 박물관상의 케네스 허드슨 상을 수상했다.